# Pierre Molinéris
Pour les articles homonymes, voir Molinéris.
Pierre Molinéris, né le 21 mai 1920 à Nice et mort le 6 février 2009 à Coni en Italie, est un coureur cycliste français. Il devient professionnel en 1943 et le reste jusqu'en 1955. Il remporte 42 victoires, dont la quatrième étape du Tour de France 1952, entre Rouen et Roubaix. Il est le père de Jean-Luc Molinéris, lui-même coureur professionnel de 1971 à 1977.

## Palmarès
- 1942
  - Boucles de Sospel
  - 3e de Nice-Puget-Théniers-Nice
- 1943
  - Saint Etienne-Le Puy
  - 2e de Nice-Puget-Théniers-Nice
- 1944
  - Prix de Saint-Chamond
- 1945
  - Champion de la Loire
  - Grand Prix de la Libération
- 1946
  - Grand Prix du Vercors
  - Prix de Toulon
- 1947
  - Nice-Puget-Théniers-Nice
  - Prix de Besançon
  - 2e du Circuit des Monts du Livradois
- 1948
  - Circuit des 6 Provinces
  - Tour de Haute-Savoie
  - Firminy-Roanne-Firminy
  - Nice-Mont Agel
- 1949
  - 6e étape du Critérium du Dauphiné libéré
  - Polymultipliée lyonnaise
  - Nice-Puget-Théniers-Nice
  - 7e du Critérium du Dauphiné libéré
- 1950
  - Grand Prix du Pneumatique à Montluçon
  - Circuit du Mont-Blanc
  - Circuit de l'Aulne
  - 2e du Grand Prix du Libre Poitou
  - 3e de la Polymultipliée
  - 6e de Paris-Roubaix
  - 9e de Milan-San Remo
- 1951
  - Paris-Saint Amand Montrond
  - 2e du Circuit du Morbihan
  - 4e du Critérium du Dauphiné libéré
- 1952
  - 4e étape du Tour de France
  - 2e et 7e étapes du Critérium du Dauphiné libéré
  - Ronde de Monaco
  - 2e du Grand Prix de Monaco
  - 2e du Grand Prix de Cannes
- 1953
  - 1re étape des Boucles de la Gartempe
  - Circuit du Ventoux
  - Circuit du Mont-Blanc
  - Grand Prix d'Espéraza
  - 3e du Tour de Lombardie
  - 3e de Paris-Bourges
  - 3e du Grand Prix de France
  - 8e de Paris-Tours
  - 8e du Critérium du Dauphiné libéré
- 1954
  - 4e étape du Tour du Sud-Est
  - Circuit de la Vallée d'Ossau
  - 2e du Grand Prix de Saint-Raphaël
  - 3e du Tour du Sud-Est
  - 3e du championnat de France sur route
  - 3e du Critérium du Dauphiné libéré
  - 3e du Grand Prix de l'Écho d'Oran
- 1955
  - Circuit du Mont-Blanc
  - Grand Prix du Pneumatique à Montluçon
  - 2e de Paris-Nice
  - 2e du Critérium national
  - 2e du Grand Prix de Saint-Raphaël
  - 6e de la Flèche wallonne
  - 9e de Liège-Bastogne-Liège

## Résultats sur le Tour de France
Ses classements dans les 8 participations du Tour de France :
- 1948 : abandon
- 1949 : abandon
- 1950 : 36e
- 1951 : abandon
- 1952 : abandon, vainqueur d'étape
- 1953 : 38e
- 1954 : 59e
- 1955 : abandon